# Ataraxia
Ataraxia è un gruppo neofolk e darkwave italiano, fondato a Modena nel 1990.

## Storia
Dal 1990 il gruppo si propone al pubblico con particolari performance multimediali inauguratesi col progetto dal titolo "Prophetia": un percorso che assembla musiche, sequenze recitate e mimiche, per narrare un viaggio immaginario attraverso gli stati della mente e dello spirito. Entra Giovanni Pagliari alle tastiere.
Nel 1991 segue una nuova esperienza, "Nosce te Ipsum", che consiste nel tragico epilogo di "Prophetia", ovvero la resa dell'uomo di fronte alla sua totale impotenza. Nel 1992 il gruppo presenta "Arazzi", ovvero 'tele metaforiche' accompagnate da arpeggi e silenzi sfumati: queste "immagini del silenzio", create da Alessandro Bertacchini, sono appunto una serie di diapositive che durante le performances musicali della band vengono legate a suoni e parole, al fine di creare un'esperienza sensoriale completa. Nel maggio del 1993 è la volta di "Symphonia sine nomine", da cui verrà tratto anche il titolo dell'omonimo CD che uscirà nel gennaio del '94 e che porterà la band in distribuzione in quasi tutta Europa, Usa, Messico e Australia.
Nel 1995 gli Ataraxia portano in scena "La maledicion d'Ondine", con sequenze d'immagini create da Lino Badeschi e le mimiche teatrali di Lorenzo Busi.
L'attuale formazione della band modenese è composta da Francesca Nicoli (voce, testi), Vittorio Vandelli (chitarre, programming, cori), Giovanni Pagliari (piano, tastiere, cori).

## Stile musicale
Lo stile musicale di gusto arcaico e gotico degli Ataraxia rievoca la musica colta rinascimentale e barocca pur includendo sonorità contemporanee legate alla scena neoclassica colta e d'avanguardia. Loro sono contaminazioni neofolk, elettroniche e gotiche. Durante le esibizioni, che si svolgono in tutta l'Europa e in America, in castelli come in teatri, in piazze come in sale da concerto, e che spesso sono accompagnate da proiezioni di video o di immagini, recitativi, danze e spettacoli di mimica e cabaret, gli Ataraxia si esibiscono sia con strumenti elettronici (tastiere e sintetizzatori) che con strumenti acustici (flauti, chitarre, percussioni, organo, pianoforte, etc.). A volte magniloquenti e sempre tetri e decadenti, citano a volte anche la musica orientale. I loro sono  “concept album” dedicati ad argomenti che spaziano, ad esempio, dalla statuaria neoclassica cimiteriale alle figure femminili della mitologia occidentale, al capriccio barocco al “Fantasma dell'Opera” di Gaston Leroux e al viaggio come strumento di conoscenza alle “historiae” medievali. La voce del mezzosoprano Francesca Nicoli, ispirata a quella di Diamanda Galás è, al tempo stesso, versatile, lirica e androgina.

## Formazione
- Francesca Nicoli  - voce, flauti, cimbali
- Vittorio Vandelli - chitarre, cori, programming
- Giovanni Pagliari - tastiere, sintetizzatori, pianoforte, cori

## Discografia

### Album
- 1990 - Prophetia (Autoprodotto, Italy)
- 1991 - Nosce te ipsum (Autoprodotto, Italy)
- 1993 - Arazzi (Energeia, Italy)
- 1993 - Sub Ignissimae Lunae (Putrefactio, Portogallo)
- 1994 - Simphonia sine nomine (Energeia, Italy)
- 1994 - Ad perpetuam rei memoriam (Apollyon, Germany)
- 1995 - The moon sang on the April chair (Apollyon, Germany)
- 1995 - La malédiction d'Ondine (Energeia, Italy)
- 1996 - Il fantasma dell'opera (Avantgarde Music, Italy)
- 1996 - Concerto N. 6: A Baroque Plaisanterie (Apollyon, Germany)
- 1998 - Os Cavaleiros Do Templo (Simbiose Records, Portogallo)
- 1998 - Historiae (Cruel Moon International, Sweden)
- 1999 - Lost Atlantis (Cruel Moon International, Sweden)
- 2000 - Sueños (Cruel Moon International, Sweden)
- 2002 - Mon seul désir (Cruel Moon International, Sweden)
- 2004 - Saphir (Cruel Moon International, Sweden)
- 2005 - Odos eis Ouranon, (feat "Autunna et sa Rose") (Equilibrium Music, Portugal)
- 2005 - Arcana Eco, (Ark Records, Italy) +book
- 2006 - Paris Spleen (Cold Meat Industry, Sweden)
- 2007 - Kremasta Nera (Ark Records, Italy)
- 2010 - Llyr (Prikosnovenie, Francia)
- 2014 - Spasms (Infinite Fog Productions, Russia)
- 2014 - Wind at Mount Elo album (Ark Records, Italy)
- 2015 - Ena (Infinite Fog Productions, Russia) +dvd
- 2016 - Deep Blue Firmament (Sleaszy Rider Records, Grecia)
- 2018 - Synchronicity Embraced (Sleaszy Rider Records, Grecia)
- 2020 - Quasar (AnnapurnA)
- 2022 - Pomegranate (The Chant Of The Elementals) (The Circle Music, Grecia)

EP / SINGOLI
- 2003 - Des paroles blanches (Arkadyss, Francia)
- 1998 - Orlando (Prikosnovenie, France)

### Raccolte
- 2001 - A Calliope... Collection, compilation (Future Insights, Brazil)
- 2007 - Sous le blanc rosier, compilation  (Shadowplay Release, Russia)
- 2009 - Oil on canvas, compilation + book (Ultra-Mail Prod., Hong Kong)
- 2015 - Oil on Canvas vol II compilation (Twilight Records, Argentina)

### Video
- 1993 - Nosce te ipsum
- 1995 - Would the winged light climb?
- 1997 - Concerto N. 6: A Baroque Plaisanterie
- 1999 - Os cavaleiros do templo
- 2002 - Spirito ancestrale